# Arsén Guitínov
Arsén Idrísovich Guitínov –en ruso, Арсен Идрисович Гитинов– (Tlondoda, 1 de junio de 1977) es un deportista ruso de origen daguestano que compitió en lucha libre.
Participó en dos Juegos Olímpicos de Verano, obteniendo la medalla de plata en Sídney 2000, en la categoría de 69 kg, y el octavo lugar en Pekín 2008.

## Palmarés internacional
| Juegos Olímpicos | Juegos Olímpicos   | Juegos Olímpicos | Juegos Olímpicos |
| Año              | Lugar              | Medalla          | Categoría        |
| ---------------- | ------------------ | ---------------- | ---------------- |
| 2000             | Sídney (Australia) | Medalla de plata | 69 kg            |